# Inre Huvträsket
Inre Huvträsket är en sjö i Piteå kommun i Norrbotten och ingår i Åbyälvens huvudavrinningsområde. Sjön har en area på 0,589 kvadratkilometer och ligger 352,1 meter över havet. Inre Huvträsket ligger i Åbyälven Natura 2000-område. Sjön avvattnas av vattendraget Flakbäcken.

## Delavrinningsområde
Inre Huvträsket ingår i det delavrinningsområde (727187-170194) som SMHI kallar för Utloppet av Inre Huvträsket. Medelhöjden är 372 meter över havet och ytan är 4,08 kvadratkilometer. Det finns inga avrinningsområden uppströms utan avrinningsområdet är högsta punkten. Flakbäcken som avvattnar avrinningsområdet har biflödesordning 2, vilket innebär att vattnet flödar genom totalt 2 vattendrag innan det når havet efter 100 kilometer. Avrinningsområdet består mestadels av skog (55 procent). Avrinningsområdet har 0,87 kvadratkilometer vattenytor vilket ger det en sjöprocent på 21,4 procent.